# Robert Gates
Robert Michael Gates (Wichita, 25 de setembro de 1943) foi o 22º Secretário de Defesa dos Estados Unidos. Gates foi nomeado Secretário de Defesa no dia 18 de dezembro de 2006, sucedendo a Donald Rumsfeld, e permaneceu no cargo até 1 de julho de 2011. Antes deste posto serviu 26 anos na Central Intelligence Agency (CIA) e na Assembleia Nacional de Segurança, e durante a administração do Presidente George H. W. Bush foi nomeado diretor da CIA. Fora antes presidente da Universidade A&M do Texas entre 2002 e 2006.

## Biografia
Robert Michael Gates nasceu em Wichita, Kansas; filho de Isabel e Melville Gates. Gates alcançou o grau de Eagle Scout na Boy Scouts of America (BSA) e já adulto recebeu um prêmio honorário da organização. Graduou-se pela Wichita High School East em 1961. Gates também é membro da Order of Arrow, uma sociedade honorífica vinculada à BSA.
Gates, então, recebeu uma bolsa de estudos na Faculdade de William e Mary, graduando-se em 1965 em História. Na William & Mary, Gates foi membro ativo e presidente da Alpha Phi Omega dos Jovens Republicanos; também foi gerente de negócios da William and Mary Review, uma publicação de arte e literatura da instituição.
Gates graduou-se em História pela Universidade de Indiana em 1966. Completou seu Ph.D. em "História Rússia e Soviética" pela Universidade Georgetown em 1974. O título de sua dissertação em Georgetown é "Sinologia Soviética".

## Carreira de inteligência
Ainda na Universidade de Indiana, Gates foi recrutado pela Agência Central de Inteligência (CIA) em 1966. No ano seguinte, foi comissionado como segundo-tenente da Força Aérea após frequentar a Air Force Officer Training School ("Escola de Treinamento de Oficiais"), sob patrocínio da CIA. De 1967 a 1969, serviu no Comando Aéreo Estratégico como oficial de inteligência, o qual incluiu um ano na Base Aérea de Whiteman, no Missouri. Após concluir seu serviço militar, Gates foi reintegrado à CIA como analista.
Gates se desligou da agência em 1974 para integrar o Conselho Nacional de Segurança. Retornou à CIA em 1979, servindo brevemente como diretor do Centro de Avaliação Estratégica. Foi, então, nomeado diretor do Staff Executivo do setor em 1981. Em 1986, Gates chegou à Vice-diretor da Inteligência Central, tendo permanecido no cargo até 1989.

### Diretor da Inteligência Central
Gates foi Vice-assistente do Presidente em Assuntos de Segurança Interna, de março a agosto de 1989. E também assistente do Presidente e Vice-Conselheiro Nacional de Segurança de agosto a novembro de 1991. Neste período, Gates foi nomeado Diretor da Inteligência Central em 1987, porém retirou seu nome de votação por supor que o Senado vetaria por conta de sua participação no Caso Irã-Contras.
Em 1991, Gates foi novamente nomeado Diretor da Inteligência Central, desta vez pelo Presidente George H. W. Bush. Sua indicação foi confirmada pelo Senado em novembro do mesmo ano e Gates foi empossado no cargo poucos dias depois.

## Secretário de Defesa (2006 - 2011)
Em 8 de novembro de 2006, após as eleições gerais, George W. Bush anunciou sua intenção de indicar Gates para assumir a Secretaria de Defesa, com a saída de Donald Rumsfeld. Em dezembro de 2006, Gates foi confirmado unanimemente pelo Senado. Durante seu discurso de confirmação, Gates afirmou que os Estados Unidos 'não estavam ganhando nem perdendo com a Guerra no Iraque'. No dia seguinte, Gates foi confirmado pelo Senado com margem de erro de 95-2, sendo que os senadores republicanos Rick Santorum e Jim Bunning derm os dois últimos votos restantes e os senadores Elizabeth Dole e Joe Biden não votaram. Em 18 de dezembro de 2006, Gates foi investido como Secretário de Defesa pelo Chefe da Casa Branca Josh Bolten e posteriormente pelo Vice-presidente Dick Cheney no Pentágono.

### Presidência Obama
Em dezembro de 2008, o Presidente-eleito Barack Obama anunciou a permanência de Robert Gates no cargo de Secretário de Defesa durante seu governo, alegadamente pelo menos durante o primeiro ano do novo governo. Gates foi o 14º secretário executivo estadunidense a servir em dois governos de partidos distintos, e o primeiro a servir nestas condições na pasta da Defesa. Uma das prioridades de Gates no Governo Obama foi uma revisão das estratégias políticas dos Estados Unidos no Afeganistão. Gates, sendo o sexto na linha de sucessão presidencial, foi selecionada como "sobrevivente designado" durante a Posse presidencial de Obama.
Enquanto deu prosseguimento à retirada das tropas do Iraque, que já haviam iniciado de fa(c)to no governo Bush, Gates também implantou um aumento imediato no efetivo americano no Afeganistão, a partir de 2009. Gates removeu o General David D. McKiernan do comando das operações no Afeganistão em maio de 2009 e o substituiu por Stanley A. McChrystal. O jornal The Washington Post chamou o ocorrido de "uma rara decisão". Em dezembro de 2009, Gates visitou o país repentinamente após pronunciamento de Obama sobre o aumento do efetivo contra as tropas do Talibã.
Segundo a revista Time, Gates mantinha uma "formidável parceria" com a Secretária de Estado Hillary Clinton, mantinham comunicação frequente e "comparavam anotações antes das reuniões na Casa Branca", encontrando-se semanalmente e almoçando juntos pelo menos uma vez por mês ou no Pentágono no na sede do Departamento de Estado.
Em 2010, Gates anunciou que Departamento de Defesa iria rebaixar as restrições à mulheres servindo a bordo de submarinos. Gates também anunciou estar preparando as Forças Armadas para rejeitarem a política "don't ask, don't tell". Desde o fim das restrições, homossexuais são aptos a servirem no ramo militar livremente. Ainda com relação ao tema, Gates afirmou que novas regulamentações iriam dificultar a expulsão e perseguição de homossexuais dentro das Forças Armadas, chamando as reformas de "senso comum e decência comum" e afirmando que seriam "uma importante melhora".
Durante o mandato de Gates, o Exército estadunidense capturou o terrorista Osama Bin Laden. Gates deixou o cargo oficialmente em 1 de julho de 2011 e recebeu a Medalha Presidencial da Liberdade, a mais alta ordem honorífica dos Estados Unidos, pelo Presidente Obama.

## Prêmios e condecorações
- Medalha Presidencial da Liberdade[24]

- Commons
- Wikinotícias